# 加德納敦 (紐約州)
加德納敦（英語：Gardnertown）是位於美國紐約州奧蘭治縣的普查規定居民點。

## 人口
根據2020年美國人口普查的數據，加德納敦的面積為12.54平方千米，當中陸地面積為12.50平方千米，而水域面積為0.04平方千米。當地共有人口4542人，而人口密度為每平方千米362.2人。